# Denis Vieru
Pour les articles homonymes, voir Heydarov.
Denis Vieru, né le 10 mars 1996, est un judoka moldave en activité évoluant dans la catégorie des moins de 66 kg (poids mi-légers).
Il a remporté la médaille d'or des championnats d'Europe 2023. Aux Jeux olympiques 2024 il décroche la médaille de bronze, la première en judo pour la Moldavie. Il sera imité le lendemain par Adil Osmanov.

## Palmarès

### Palmarès international
| Année | Compétition           | Lieu        | Résultat | Catégorie      |
| ----- | --------------------- | ----------- | -------- | -------------- |
| 2019  | Championnats du monde | Tokyo       | 3e       | Moins de 66 kg |
| 2020  | Championnats d'Europe | Prague      | 3e       | Moins de 66 kg |
| 2022  | Championnats d'Europe | Sofia       | 3e       | Moins de 66 kg |
| 2022  | Championnats du monde | Tachkent    | 3e       | Moins de 66 kg |
| 2023  | Championnats d'Europe | Montpellier | 1er      | Moins de 66 kg |
| 2024  | Jeux olympiques       | Paris       | 3e       | Moins de 66 kg |

### Masters mondial, Tournois Grand Chelem et Grand Prix
| Année | Compétition     | Lieu      | Résultat | Catégorie      |
| ----- | --------------- | --------- | -------- | -------------- |
| 2018  | Grand Prix      | Antalya   | 2e       | Moins de 66 kg |
| 2018  | Grand Prix      | Budapest  | 3e       | Moins de 66 kg |
| 2019  | Grand Chelem    | Paris     | 1er      | Moins de 66 kg |
| 2019  | Grand Chelem    | Bakou     | 1er      | Moins de 66 kg |
| 2019  | Grand Prix      | Antalya   | 1er      | Moins de 66 kg |
| 2019  | Grand Prix      | Zagreb    | 2e       | Moins de 66 kg |
| 2021  | Grand Chelem    | Abou Dabi | 1er      | Moins de 66 kg |
| 2021  | Grand Chelem    | Bakou     | 2e       | Moins de 66 kg |
| 2021  | Grand Prix      | Zagreb    | 3e       | Moins de 66 kg |
| 2022  | Grand Chelem    | Antalya   | 1er      | Moins de 66 kg |
| 2022  | Grand Chelem    | Tbilissi  | 1er      | Moins de 66 kg |
| 2022  | Grand Chelem    | Bakou     | 1er      | Moins de 66 kg |
| 2022  | Grand Prix      | Almada    | 1er      | Moins de 66 kg |
| 2022  | Masters mondial | Jerusalem | 3e       | Moins de 66 kg |
| 2023  | Grand Chelem    | Paris     | 3e       | Moins de 66 kg |
| 2023  | Masters mondial | Budapest  | 2e       | Moins de 66 kg |
| 2023  | Grand Chelem    | Bakou     | 3e       | Moins de 66 kg |
| 2023  | Grand Chelem    | Tokyo     | 3e       | Moins de 66 kg |